# Adrian Hastings
Adrian Hastings (n. 23 iunie 1929, Kuala Lumpur, Malaysia – d. 30 mai 2001, Leeds, Anglia, Regatul Unit) a fost un preot catolic, istoric și scriitor. Acesta a scris o carte despre Masacrul Wiriyamu în timpul Războiului de Independență din Mozambic.